# 토마스쌀쥐
토마스쌀쥐 또는 니카라과쌀쥐(Oryzomys dimidiatus)는 비단털쥐과 쌀쥐속에 속하는 설치류이다. 모두 1904년 니카라과 남동부 지역에서 수집된 단 3점의 표본만이 알려져 있다. 발견했을 당시에는 남아메리카물쥐속으로 분류했고, 나중에 쌀쥐속의 아속으로 분류했으며, 현재는 같은 지역에서 발견되는 습지쌀쥐와 쿠스쌀쥐를 포함하는 쌀쥐속에 속하는 다른 종들과 밀접한 관련이 있음을 인정하고 있다.

## 특징
중간 크기의 쌀쥐로 머리부터 몸까지 길이가 110~128mm이다. 상체는 회색과 갈색이고 하체는 쿠스쌀쥐처럼 엷은 황갈색이 아닌 회색을 띤다.

## 분포 및 서식지
3점의 표본 모두 물 근처에서 포획되었고, 물에서 주로 시간을 보내는 반수생 종으로 추정된다.

## 보전 상태
현재 보전 등급을 "관심대상종"으로 분류하고 있다.